# Немиє-Ярнонти
Немиє-Ярнонти (пол. Niemyje-Jarnąty) — село в Польщі, у гміні Рудка Більського повіту Підляського воєводства.
Населення — 41 особа (2011).
У 1975-1998 роках село належало до Білостоцького воєводства.

## Демографія
Демографічна структура станом на 31 березня 2011 року:
|          | Загалом | Допрацездатний вік | Працездатний вік | Постпрацездатний вік |
| -------- | ------- | ------------------ | ---------------- | -------------------- |
| Чоловіки | 26      | 7                  | 13               | 6                    |
| Жінки    | 15      | 4                  | 6                | 5                    |
| Разом    | 41      | 11                 | 19               | 11                   |